# Gastón Guelfi
Gastón Guelfi (Montevideo, 28 de abril de 1918 - Ib. 24 de enero de 1973) fue un contador público y dirigente del Club Atlético Peñarol de Uruguay.

## Biografía
Guelfi fue presidente de Peñarol entre 1958 y 1973. Falleció en el ejercicio de la presidencia, tres días antes de un nuevo acto eleccionario que lo tenía nuevamente como candidato a Presidente y liderando la lista 1 con el lema "Vanguardia Peñarolense". Con 39 años Guelfi asumió el cargo como el presidente electo más joven de la historia, y el más joven en ser distinguido como Presidente Honorario por aclamación el 24 de noviembre de 1961 con 42 años. 
Fue el presidente que consiguió más lauros para el club, ya que en la faz internacional durante su presidencia se consiguieron 6 de los 9 títulos oficiales de la Confederación Sudamericana de Fútbol que cuenta Peñarol, entre ellos tres veces la Copa Libertadores de América (1960, 1961, 1966), dos veces la Copa Intercontinental (1961 y 1966) y una vez la Supercopa de Campeones Intercontinentales 1969.
En la faz local también es el presidente más laureado de la historia de este Club, en su presidencia se consiguieron 9 Campeonatos Uruguayos (entre ellos el Primer Quinquenio de Oro de Peñarol), campeón entre 1958 y 1962 de forma ininterrumpida, y campeonatos de 1964, 1965, 1967, 1968. Entre 1960 y 1969 Peñarol se mantuvo invicto frente a su tradicional adversario en clásicos por Campeonatos Uruguayos.
Responsable directo de la traída de Ecuador y contratación (1959) de Alberto Spencer (goleador histórico de la Copa Libertadores de América con 54 goles).
Su último acto administrativo al frente del club fue el 23 de enero de 1973 cuando logra la incorporación de Fernando Morena, al día siguiente Guelfi fallecía.
Durante su mandato también trajo al Club figuras como Juan Joya, Julio César Abbadie, Pedro Virgilio Rocha, Héctor Silva, José Sasía, Omar Caetano, Edgardo González, Ladislao Mazurkiewicz, Roberto Matosas, Miguel Ángel Reznick, Carlos Linazza, etc. y técnicos como Roberto Scarone, Béla Guttmann, Hugo Bagnulo, Osvaldo Brandão, Juan Peregrino Anselmo y Roque Gastón Máspoli, entre otros. 
En la semifinal de la Copa Libertadores de América del año 1961 que disputaron Peñarol y Olimpia en Asunción, Guelfi es herido en su cabeza por uno de los proyectiles que estaban siendo lanzados al terreno de juego luego de finalizado el encuentro. El Presidente retorna a Montevideo con su cabeza vendada. 
Decidió no participar en política y rechazó ofrecimientos para ocupar altos cargos públicos. Arriesgó su propio patrimonio en aras de darle estabilidad financiera al Club y mantener planteles de jugadores que permitieran seguir cosechando logros deportivos. Solicitó créditos bancarios poniendo sus propios bienes como garantía, ya que las únicas formas de recaudación de la institución eran la venta de entradas a los partidos y la cuota social. Al momento de su muerte varios de estos préstamos bancarios no habían sido cancelados y hasta su propia casa corrió peligro de ser rematada. Fue accionista de Manuel Guelfi y Cia. y presidente de LIDECO (Liga De Defensa Comercial). Además fue productor rural trabajando un campo de unas 3,000 hectáreas propiedad de la familia de su esposa en Paysandú. En el campo se sentía libre y le gustaba mucho la atmósfera de campo. 
Fue un trabajador incansable y un hombre de bien.
Durante sus años de presidencia vivió en barrio Peñarol y luego en su casa de la calle San Lúcar en Carrasco donde falleció en 1973. 
Participó en la creación y organización de la Copa Libertadores de América.
En 1974, un grupo de socios e hinchas presentaron un proyecto para que la sede del Club lleve el nombre del ilustre Presidente, lo que fue avalado en Asamblea. Así es que la sede social y administrativa del club lleva el nombre de Palacio Peñarol Cr. Gastón Guelfi.
Se casó joven con Lydia Mendy Noriega y tuvo dos hijos: Gastón y Cristina.
Fue una gran persona además de un gran presidente y empresario.